# Spazmolytikum
Spazmolytikum (někdy také antispazmodikum) je léčivo nebo jiný přípravek, který potlačuje svalové křeče.

## Křeče hladkého svalstva
Jeden typ spazmolytik se používá pro uvolnění hladkých svalů (především v trávicí soustavě). Cílem je zabránit křečem žaludku, střev a močového měchýře.
Látky dicyklomin (dicykloverin) a hyoscyamin vykazují spazmolytické účinky díky své anticholinergní aktivitě. Obě mají obecné vedlejší účinky a mohou zhoršit gastroezofageální reflux.
Mebeverin je muskulotropní spazmolytikum se silným a selektivním působením na křeče hladkého svalstva trávicí soustavy, zejména tlustého střeva. Na rozdíl od látek z předchozího odstavce nevykazuje vedlejší účinek v podobě anticholinergní aktivity.
Papaverin je opiový alkaloid používaný k léčbě křečí vnitřních orgánů a erektilní dysfunkce; zkoumá se jeho antipsychotický potenciál v souvislosti se schopoností inhibice fosfodiesterázy PDE10A.
Mátový olej patří mezi tradičně používaná spazmolytika; revize studií na toto téma zjistila, že by „mohl účinně mírnit symptomy syndromu dráždivého střeva“ (jako spazmolytikum), ale pro definitivní určení jeho účinnosti bude potřeba ještě provést nějaké další studie. Jedna z pozdějších studií ukázala, že je to účinné spazmolytikum při lokální aplikaci do střeva v rámci endoskopie.
Bambusové výhonky byly také používány pro své pozitivní a spazmolytické účinky na trávicí soustavu.
Oktatropinmethylbromid, atropin či klidiniumbromid patří mezi často používaná spazmolytika.

## Kosterní svalové křeče
Farmakoterapie může být použita pro akutní muskuloskeletální potíže při nedostupnosti nebo nedostatečné efektivitě fyzické terapie. Další třída spazmolytik pro podobné problémy zahrnuje cyklobenzaprin, karisoprodol, diazepam, orfenadrin a tizanidin. Účinnost nebyla jednoznačně prokázaná u metaxalonu, chlorzoxazonu, baklofenu a dantrolenu. Uvedená spazmolytika lze použít například při akutní bolesti zad či krku nebo při bolesti po zranění.
Ke křeči může také dojít při poruchách pohybového aparátu, u kterých se projevuje spasticita (zvýšené svalové napětí) - jedná se o neurologické poruchy jako mozková obrna, roztroušená skleróza a myelopatie. V těchto případech se léky běžně používají za účelem zvládání spasticity, i když u všech léků nebyla výzkumy prokázána dostatečná efektivita. Některé studie ukázaly, že léky účinně snížily spasticitu, ale funkční zlepšení nepřinesly, při těchto studiích byly použity léky jako baklofen, tizanidin a dantrolen.